# برسية بايكالية
برسية بايكالية (الاسم العلمي:Gnaphalium baicalensis) هي نوع من النباتات تتبع جنس البرسية من الفصيلة النجمية.